# Nuoto pinnato ai Giochi mondiali 2022 - Staffetta 4x50 m superficie maschile
La gara dei staffetta 4×50 m superficie maschile di nuoto pinnato ai Giochi mondiali 2022 si è svolta l'8 luglio 2022 a Birmingham. Il programma non prevedeva turni preliminari ma solamente la finale.

## Risultati
| Pos | Nazione     | Tempo   |
| --- | ----------- | ------- |
|     | Colombia    | 1:01.13 |
|     | Cina        | 1:01.33 |
|     | Germania    | 1:01.54 |
| 4   | Grecia      | 1:02.87 |
| 5   | Ucraina     | 1:03.36 |
| 6   | Ungheria    | 1:06.25 |
| 7   | Stati Uniti | 1:15.79 |